# Vesuna
Ne doit pas être confondu avec Vesunna (mythologie).
Vĕsǔna, est une antique déesse étrusco-italique, formant parèdre avec le dieu étrusque Fufluns ou comme à Antinum avec Erinis Pater.
Le nom Vesuna-, attesté en ombrien et en marse, remonte de manière convaincante au pré-ombrien *ues(s)ọ̄nā-, une formation féminine -ōnā- (du type Bellōnā-, Pōmōnā-) construite soit en *uétes- « année » ou du dérivé *uets-ó- « de l'année ». Ses significations possibles sont soit la « Maîtresse de l'année » ou la « Maîtresse du jeune bétail »,
On rencontre le culte de cette déesse à Antinum et Ortona.
Vesuna était invoquée lors des dédicaces. Vesuna- apparaît dans les Tables eugubines (Tabulae Iguvinae) en tant que partenaire de Puemun- Pupřiko-. Le théonyme Puemun- reste controversé, mais l'épithète pupřiko- correspond au grec κυκλικός et sa signification étant « qui va dans un cercle (annuel) » ce qui rejoint l'étymologie du nom Vesuna-. Selon Michael Weiss et José L. García Ramón, Vesuna- peut avoir la même fonction que son partenaire masculin, en tant que déesse du cycle annuel (« célébration du Nouvel An ») et/ou du cycle mensuel.